# Khyber Afghan Airlines
Khyber Afghan Airlines – byłe afgańskie linie lotnicze cargo z siedzibą w Dżalalabadzie. Bazą linii było lotnisko w Dżalalabadzie. We wrześniu 2018 r. przewoźnik zawiesił wszystkie operacje, lecz planuje je wznowić.
Nazwa pochodzi od Przełęczy Chajberskiej (ang. Khyber Pass), łączącej Pakistan z Afganistanem.